# NGC 438
NGC 438 ist eine Balken-Spiralgalaxie vom Hubble-Typ SBb im Sternbild Bildhauer am Südsternhimmel. Sie ist schätzungsweise 154 Millionen Lichtjahre von der Milchstraße entfernt und hat einen Durchmesser von etwa 60.000 Lichtjahren. 

Im selben Himmelsareal befindet sich u. a. die Galaxie NGC 424.
Das Objekt wurde am 1. September 1834 von dem britischen Astronomen John Herschel entdeckt.